# Karin Stjernholm Ræder
Karin Gertrud Stjernholm Ræder (* 6. September 1915 in Stockholm; † 2. Januar 2010 in Göteborg) war eine schwedische Schriftstellerin.

## Leben
Stjernholm Ræder wurde 1915 in Stockholm geboren, kam aber im Alter von zehn Jahren nach Göteborg. Sie wuchs in einer Kaufmannsfamilie auf und hatte keine Vorbilder in der Familie, wenn es um künstlerische Aktivitäten ging. Sie studierte einige Jahre unter anderem an der Universität Lund. Stjernholm Ræder erhielt jedoch nie eine formelle Kunstschulausbildung, sondern wurde als Karikaturistin autodidaktisch ausgebildet. Sie verbrachte nach dem Studium einige Jahre im Sanatorium, nachdem bei einem Gesundheitscheck festgestellt worden war, dass sie an Tuberkulose erkrankt war.
Schon während der Schulzeit in der Mädchenschule schrieb Stjernholm Ræder Geschichten. 1947, im Alter von 22 Jahren veröffentlichte sie ihr erstes Buch, die Kurzgeschichtensammlung Andra. Als ihre Kinder aufwuchsen, hatte sie keine Zeit zum Schreiben. 30 Jahre veröffentlichte sie als Kinderbuchautorin vier Bücher. Unter ihnen Ich bin Lotte-Liese (Rut-Emma själv), das erste von fünf Büchern mit der Protagonistin Rut-Emma (deutsch: Lotte-Liese). Das letzte Rut-Emma-Buch, Rut-Emma, nästan nio, wurde 1989 veröffentlicht. Ihren Weg als Illustratorin anderer Kinderbücher begann Stjernholm Räder 1976 mit Bildern für das Buch Bro, bro, breja von Lennart Hellsing.
Die Bücher über Ruth-Emma und ihre Familie basieren auf der Kindheit der Autorin in den 1920er Jahren. Das erste Buch beschreibt die kleine Stadt in Dänemark, in der sie die Sommer verbrachte. Die Bücher zeigen Rut-Emmas Erziehung bis zu ihrem neunten Lebensjahr. Der Text wird von Buch zu Buch umfangreicher und die Serie wechselt vom Bilderbuch zum Kinderroman.
Drei in den 1980er Jahren erschienene Bücher über Manfred erzählen die Geschichte der Kindheit von Stjernholm Ræders Mutter in Göteborg. Manfred leidet unter einem schlechten Umfeld, überlebt aber. Im letzten Buch ist er Angestellter in einem Fertigungsunternehmen.
Stjernholm Ræders Autorenschaft umfasst sowohl realistische Geschichten als auch Unsinn, Absurdität und Idylle. Ihre Illustrationen wurden an das Göteborger Kunstmuseum übergeben. Stjernholm Ræder war 1989 Mitglied des Vereins der Freunde des Kinderbuches. Stjernholm Ræder starb 2010 in Göteborg und wurde auf dem Friedhof von Kviberg beigesetzt.

## Werke (Auswahl)
| Jahr (Schweden) | Schwedischer Originaltitel                  | Jahr (Deutschland) | Deutscher Titel                                | Deutscher Übersetzer | Anmerkungen                                 |
| --------------- | ------------------------------------------- | ------------------ | ---------------------------------------------- | -------------------- | ------------------------------------------- |
| 1947            | Andra                                       | –                  | –                                              | –                    | Kurzgeschichtensammlung                     |
| 1977            | Kom in och drick en kopp te                 | 1977               | Ein Dachs kommt zum Tee                        | Elke Pirck           |                                             |
| 1977            | Är du min mamma?                            | 1977               | Mathilde Nimmersatt und ihre Mutter            | Elke Pirck           |                                             |
| 1977            | Ibland kommer vintern om natten             | 1978               | Manchmal kommt der Winter über Nacht           | Ellen Jacobsen       |                                             |
| 1977            | Rut-Emma själv                              | 1978               | Ich bin Lotte-Liese                            | Ellen Jacobsen       | 1. Buch der Reihe um Rut-Emma (Lotte-Liese) |
| 1978            | Vem passar Peter?                           | 1978               | Peter und die Meerjungfrau                     | Einar Schlereth      |                                             |
| 1978            | Klara och den snälla gamla tigern           | 1978               | Klara und der liebe, alte Tiger                | Ellen Jacobsen       |                                             |
| 1978            | Rut-Emma, Storgatan 12, Jordklotet, Världen | 1979               | Lotte-Liese, Hauptstrasse 12, Erdball, Weltall | Ellen Jacobsen       |                                             |
| 1979            | Rut-Emma + Teofil = Sant                    | 1980               | Lotte-Liese liebt Theo                         | Ellen Jacobsen       |                                             |
| 1981            | Prinsen i skogen                            | 1980               | Der Prinz im Wald                              |                      |                                             |
| 1983            | Kom-ihåg-lappen                             | 1983               | Der Einkaufszettel                             |                      |                                             |
| 1983            | Lilla Iris blåser ut                        | 1983               | Iris vom Winde verweht                         | Ellen Jacobsen       |                                             |